# Kyūdō
Il kyūdō (弓道? lett. "via dell'arco") è un'arte marziale giapponese, ovvero una forma di budō (武道? lett. "via marziale" o "via della guerra").
Può essere considerato, nella sua componente puramente sportiva, l'equivalente giapponese del tiro con l'arco occidentale.

## Descrizione

Kyūdō in kanji

Per secoli, l'arco e le frecce furono utilizzati in Giappone sia come armi che come strumenti rituali e cerimoniali, secondo una prassi tipica di molti altri popoli. Una delle caratteristiche peculiari dell'arcieria giapponese è la tipologia dell'arco utilizzato, lo Yumi, che presenta una forma asimmetrica in cui la parte superiore rispetto all'impugnatura è più lunga della parte inferiore.
Conosciuta prima come kyujutsu e solo più tardi come kyudo, l'arte era pienamente sviluppata con un complesso sistema di pratiche e di tecniche, una varietà inizialmente ampia di stili, che in seguito si ridusse a pochi stili principali che differivano fra loro prevalentemente in base alla provenienza regionale, al collegamento con uno specifico orientamento filosofico-religioso e ad una maggiore enfasi posta su alcuni aspetti del tiro. Questi stili, che si possono definire "antichi", sono giunti sino ai nostri giorni, ed è su questa base che, a partire dall'epoca Meiji, analogamente a quanto avvenuto per altre arti del Budo giapponese, si è avviata l'elaborazione di una forma unitaria che rappresenta lo standard praticato dall'All Nippon Kyudo Federation nonché dall'International Kyudo Federation, la federazione internazionale di Kyudo. Tale standard, formulato grazie al lavoro congiunto di maestri appartenenti alle scuole antiche, permette ad arcieri che praticano stili diversi di tirare insieme.
Nel Giappone feudale, i campi per il tiro con l'arco, all'aperto o al chiuso per l'esercitazione al bersaglio, si trovavano nella casa centrale di tutti i più importanti clan militari. Oggi si pratica in specifici dojo, per il tiro a 28 metri, perlopiù inseriti in club o strutture scolastiche.
L'arco e la spada lunga erano le armi dei nobili e loro vassalli e samurai; i soldati comuni usavano la lancia e la spada corta.
Il programma d'addestramento degli arcieri era basato sui ripetuti tentativi di colpire bersagli fissi e mobili stando in piedi e a cavallo. L'addestramento a cavallo, naturalmente, era più aristocratico, sia per carattere sia per tradizione, dell'addestramento a piedi: richiedeva una gran coordinazione, per controllare un cavallo al galoppo, mentre simultaneamente si scagliava una freccia dopo l'altra contro una serie di bersagli diversi che potevano essere fissi o in movimento.
L'abilità dimostrata dai guerrieri nell'uso di un certo arco indusse gli storici cinesi a chiamare i giapponesi "il popolo del lungo arco". Si trattava dell'arco da guerra per eccellenza, il daikyu, usato dai guerrieri a cavallo o a piedi. Aveva una lunghezza che andava dai due metri e venti ai due e quaranta, ma ve n'erano anche di lunghi due metri e settanta.
Come in ogni arte tradizionale, la praticità funzionale del tiro con l'arco giapponese, così come storicamente espressa nel suo uso militare, è perfettamente integrata con le sue valenze estetiche, rituali, simboliche e sapienziali.
Nelle competizioni promosse dalla International Kyudo Federation, il merito discende da una valutazione che combina l'efficacia del tiro, la corretta esecuzione dei movimenti e delle posizioni di base (Kihontai) e l'assenza di attaccamento nel colpire il bersaglio.

## Galleria d'immagini

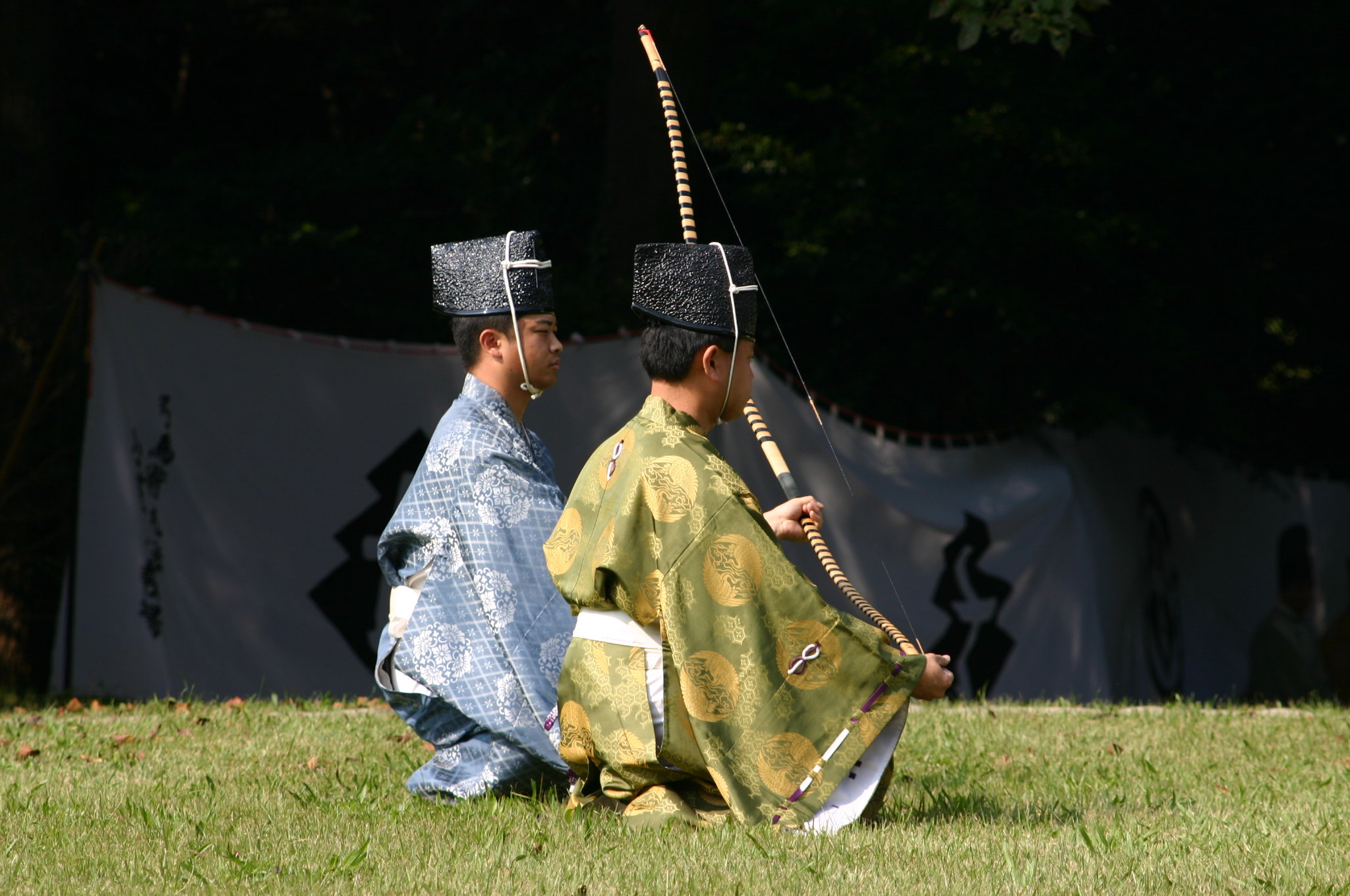
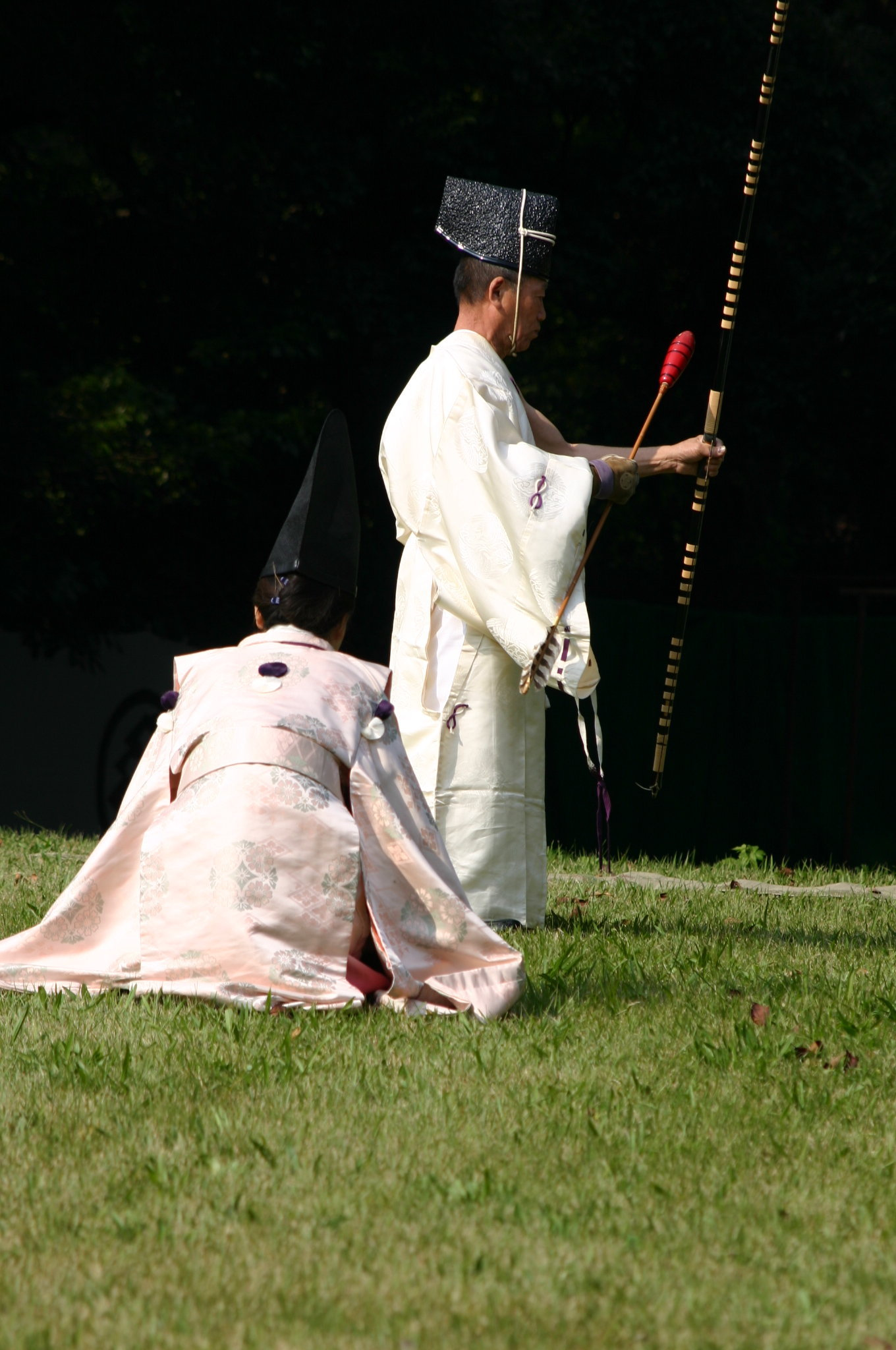
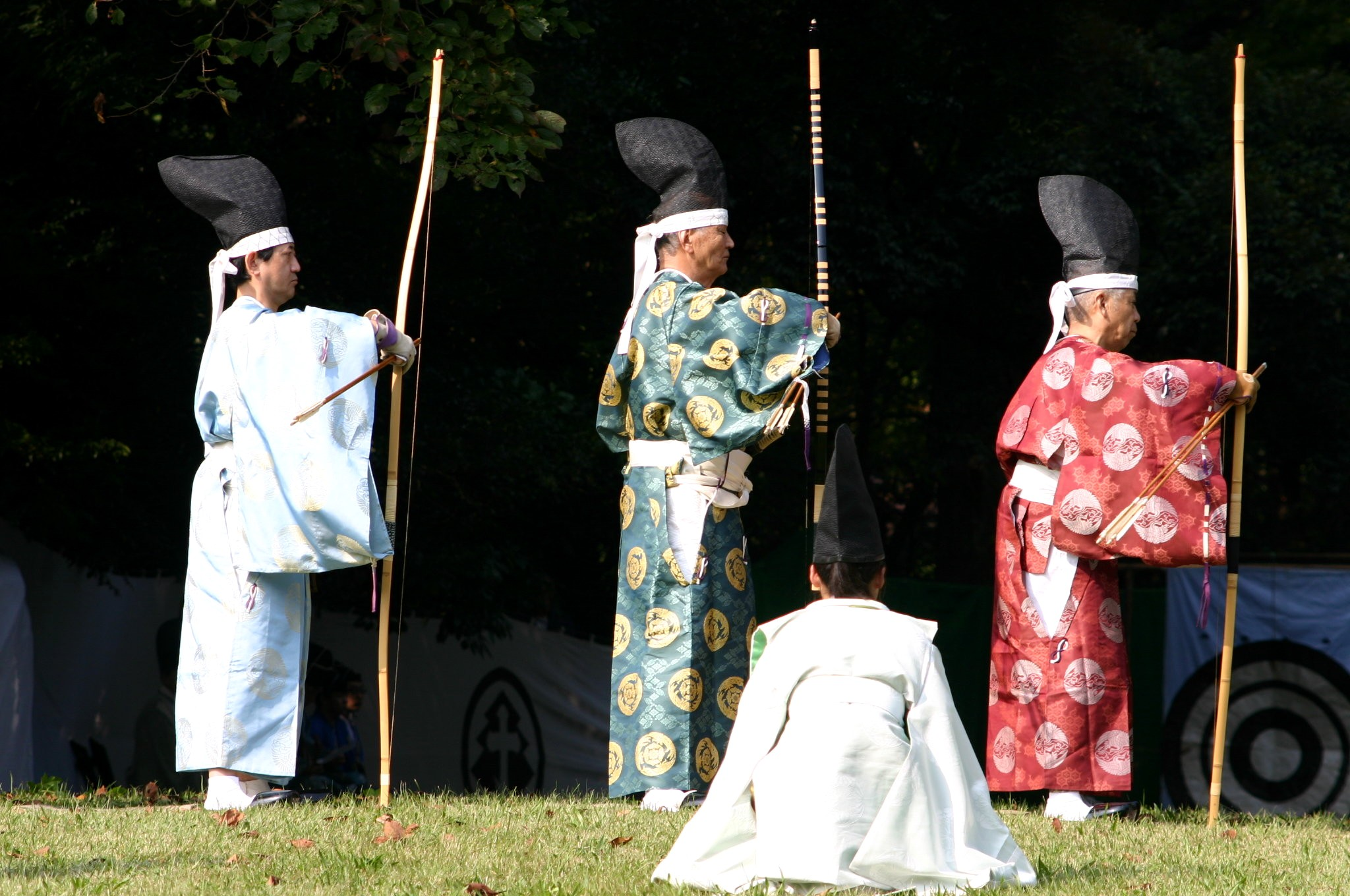